# Apirana Ngata
Sir Apirana Turupa Ngata (3. srpnja 1874. – 14. srpnja 1950.), ugledni novozelandski političar i odvjetnik.

## Životopis
Apirana Ngata se rodio 1874. godine u mjestu Te Araroa, u tradicionalnoj maorskoj obitelji. Otac mu je bio veliki stručnjak u poznavanju plemenskog folklora.
Odgojen je u tradicionalnom duhu.Nakon završene osnovne škole, kreće u srednju školu. Upoznao se s načinom života kakav vode doseljeni    Novozelanđani. Smatrao je da dvije kulture mogu živjeti u miru i poštovanju.
Nakon srednje škole odlazi u inozemstvo, školujući se na Sveučilištu u Canterburyu. Politologija i pravo su mu glavni predmeti.
Kada je završio obrazovanje u inozemstvu, vratio se kući, stekavši u domovini titulu prvostupnika u pravu i politici.
Prije nego što je diplomirao pravo, oženio se.
On i njegova supruga imalu su petnaestero djece, no njih 11 je doživjelo odraslu dob.Vrlo brzo se uključio u politiku. Bio je prijatelj s Jamesom Carollom. Liberalna stranka, kojoj će do kraja života pripadati, postizala je različite uspjehe na izborima. Pomogao je sastaviti niz zakona, a bio je i ministar za starosjedilačka pitanja. Uveo je velike reforme, a njegov narod ga je obožavao. Bio je moralan političar.
Kad je izbio Prvi svjetski rat, pozvao je Maore na novačenje. Odaziv je bio izvanredan, a prednjačili su pripadnici njegova plemena. Kada se doznalo da je u njegovom ministarstvu bilo malverzacija, za koje on nije bio odgovoran, izbila je bura negodovanja. On je dao ostavku, a Maori su smatrali da je to udarac kojim se htjela dobiti njihova zemlja.
Bio je neumoran u političkom radu, a kao govornik nevjerovatan. I kad je bio u opoziciji,nije se prestao boriti za svoj narod.
Njegovi protivnici su nastavili njegove reforme, a 1928. godine dobio je titulu Sir za svoje zasluge.
Smrt žene i najstarijeg sina bila je za mjega veliki udarac, od kojeg se dugo oporavljao.
Njegovo pleme borilo se i u Drugom svjetskom ratu.
Umro je 1950. godine, a njegov lik pojavljuje se na novčanici od 50 novozelandskih dolara.
Optuživali su ga da favorizira svoje pleme, iako za te tvrdnje nema nikakvih dokaza.

## Vanjske poveznice
|  | Zajednički poslužitelj ima stranicu o temi Apirana Ngata |